# Jehoschua Kenaz
Jehoschua Kenaz hebräisch יהושע קנז (Qenaz) (geboren 2. März 1937 als Jehoschua Glass in Petach Tikwa, Völkerbundsmandat für Palästina; gestorben 12. Oktober 2020 ebenda) war ein israelischer Schriftsteller und literarischer Übersetzer.

## Leben
Glass änderte als junger Mann seinen Namen in Kenaz (nach Otniël Ben Kenaz, wegen der Lautähnlichkeit zu Glass). Nach dem Militärdienst studierte er Philosophie und Romanistik an der Hebräischen Universität in Jerusalem und der Sorbonne in Paris. Danach arbeitete er als Journalist und als Theaterkritiker bei der Zeitung Haaretz sowie als literarischer Übersetzer aus dem Französischen. 1960 erschien seine erste Erzählung, und 1986 hatte er mit dem Roman Hitganvut Yehidim („Vereinzelte Einschleichungen“) einen großen Erfolg. Der Roman wird noch heute in Israel hoch eingeschätzt und wurde 2010 von Dover Koshashvili verfilmt. Zu vier seiner Romane und Erzählungen schrieb er auch das Drehbuch.
In den 60er und 70er Jahren gehörte er zu den Herausgebern der Vierteljahreszeitschrift Keschet (קשת, „Bogen“), in den 80er Jahren zu denen der Monatsschrift Mahbarot la-sifrut (מחברות לספרות, „Literaturhefte“).
Kenaz erhielt in Israel verschiedene literarische Auszeichnungen, so 1995 den Bialik-Preis. Er lebte in Tel Aviv und starb am 12. Oktober 2020 an den Folgen von COVID-19.

## Werke (Auswahl)
- 1964 Nach den Feiertagen (אחרי החגים), Roman. Aus dem Hebräischen von Anne Birkenhauer. Suhrkamp, Frankfurt am Main 1998, ISBN 3-518-40974-3.
- 1973 Die große Frau aus den Träumen (האישה הגדולה מן החלומות)
- 1980 Moment musical (מומנט מוזיקלי)
- 1986 Vereinzelte Einschleichungen  (התגנבות יחידים) Roman
- 1991 Auf dem Weg zu den Katzen (בדרך אל החתולים). Roman. Aus dem Hebräischen von Jakob Hessing. Insel-Verlag, Frankfurt am Main 1994, ISBN 3-458-16625-4.
- 1997 Hinter der Wand (Originaltitel: Der Zurückbringer früherer Lieben  מחזיר אהבות קודמות). Roman. Aus dem Hebräischen von Barbara Linner. Luchterhand, München, ISBN 3-630-87078-3.
- 2000 Landschaft mit drei Bäumen. Zwei israelische Novellen (נוף עם שלושה עצים). Aus dem Hebräischen von Barbara Linner. Luchterhand, München 2003, ISBN 3-630-87137-2.
- 2008 Wohnung mit Hofeingang und andere Geschichten (דירה עם כניסה בחצר וסיפורים אחרים)
- 2012 Die Nachmittagsvorstellung. Neun Erzählungen. Aus dem Hebräischen von Barbara Linner. Luchterhand, München, ISBN 978-3-630-87333-6.[3]
- 2013 Chorgesang (שירת המקהלה)